# 人魚宝宝
人魚宝宝（レンユイパオパオ、「人魚の赤ちゃん」の意味の愛称、名前：剛剛、2006年11月9日 - 2006年12月17日）は中華人民共和国の人物。湖南省の児童医院の門前に捨てられていた先天性奇形児である。二本の脚がくっついて一本に見えるため「人魚」と呼ばれた。外観的な奇形だけでなく重篤な先天性の病気を抱えていた。彼の治療を巡って、中国の世論を2分する議論が起こった。

## 概要
- 2006年11月9日 13時06分 出生　（捨てられていたときに一緒に置かれていたメモによる）
- 2006年11月12日午後8時半頃 中国湖南省の児童医院の門前に捨てられているのを発見され、直ちにICUに収容される。
- 2006年11月18日 腹膜透析を開始する
- 2006年11月22日 肛門形成手術を行う
- 2006年11月25日 哺乳訓練開始
- 2006年11月27日 初めて自分から牛乳を飲む
- 2006年11月28日 全身にむくみが生じ、腹膜透析の傷が化膿する
- 2006年11月29日 赤ちゃんの腹膜透析の例が世界中でもほとんどないことが判明、人工透析に切り替えることを決定する
- 2006年12月3日 ショック症状を起こし、人工呼吸器に頼るようになる
- 2006年12月4日 人工透析を行うための静脈取り出し手術に成功
- 2006年12月5日 人工透析を開始、血管から栄養分を与える
- 2006年12月7日 出生後28日を経過し、新生児期を脱する。
- 2006年12月12日 危篤状態に陥る
- 2006年12月17日 午後8時20分 死亡。 38日間の短い生涯を閉じる

## 世論
捨てられていた彼を発見した医師と医院の看護師達はあらゆる手を尽くして彼を救おうと努力し、彼も必死で生きようとした様子が報道され、中国国内に感動を巻き起こした。しかしながら、一方では発見当初より重篤な先天性奇形児であることが分かっており、医療を尽くしても治る見込みはないか、治ったとしてもこの先希望のない人生を送ることになるのは明白であるのに治療を続けるのは、社会的資源の浪費ではないかとの批判も高まった。
捜狐新聞Web版のWebアンケートによると、「一縷の望みがあるのなら最善を尽くすべき」という意見と「社会的資源の浪費」という意見に真っ二つに割れている（前者の意見がやや優勢）。同時に行われたWebアンケートの「安楽死を肯定しますか」の問いには肯定派が80%超に達しており、人魚宝宝のように安楽死の意思を示すことができない人も「社会的資源の浪費」として安楽死させられることになるのか、今後の世論形成が注目されている。